# Ethylen-Tetrafluorethylen-Copolymer
Ethylen-Tetrafluorethylen-Copolymer (Kurzzeichen ETFE) ist ein fluoriertes Copolymer bestehend aus den Monomeren Tetrafluorethylen und Ethylen. Handelsnamen sind Dyneon ETFE (Dyneon), Tefzel (DuPont), Fluon ETFE (Asahi Glass) sowie F-Clear für Folien.
Bei ETFE handelt sich um ein Derivat des auch als Teflon bekannten Kunststoffs PTFE. Folien aus ETFE weisen ein geringes Eigengewicht sowie eine hohe Licht- und Ultraviolett-Durchlässigkeit auf (bei 200 nm beträgt sie bei einer 25 µm dicken Folie 91,5 %, während Fensterglas bei dieser Wellenlänge undurchlässig ist).
ETFE ist gegenüber Beta- und Gammastrahlung resistenter als PTFE, insbesondere auch wenn es Sauerstoff ausgesetzt ist. Allerdings hat es mit 0,03 M.-% eine ähnliche Wasseraufnahme wie PTFE.

## Verwendung

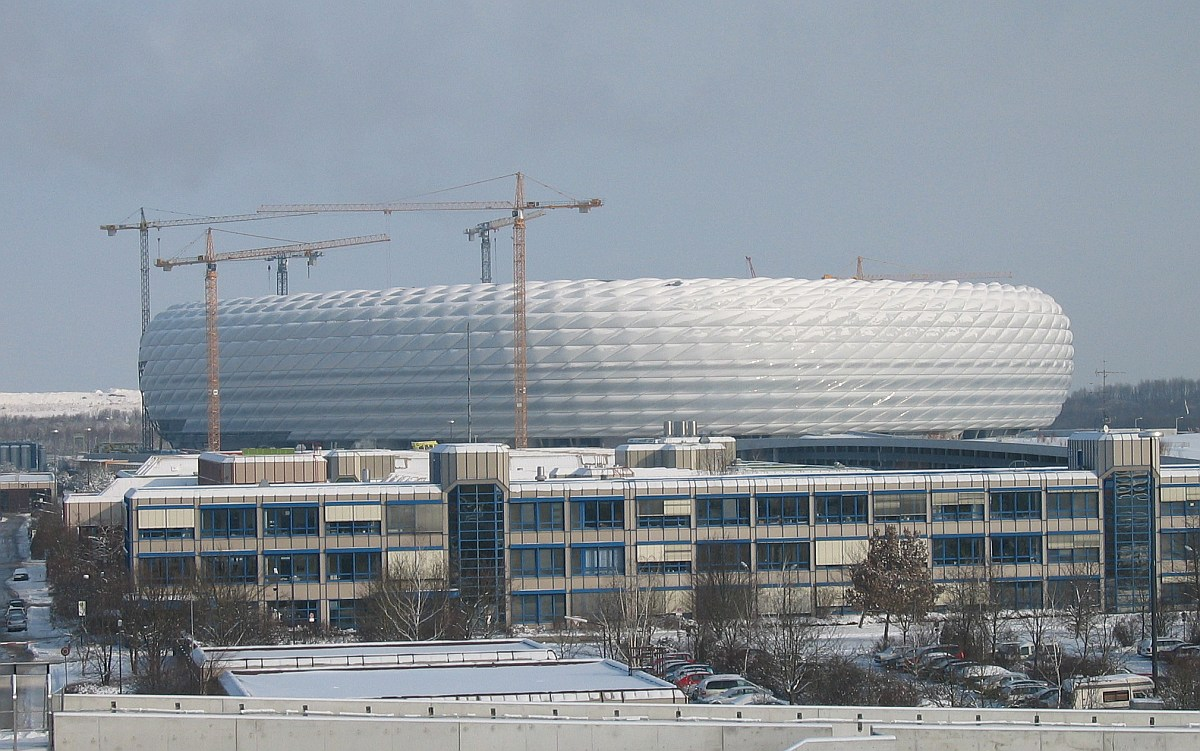
Dach und Fassade der Allianz Arena wurden aus 2784 ETFE-Folienkissen hergestellt.

Wegen ihrer Eigenschaften werden ETFE-Folien mit einer Stärke von 50 bis 250 µm in der Architektur vorwiegend bei Membrankonstruktionen verwendet. Die Folien werden als Überdachung von Schwimmbädern wie dem Nationalen Schwimmzentrum Peking und Gewächshäusern oder anderen Gebäuden, wie Tropical Islands und Gondwanaland in Deutschland, der Gemini Residence in Kopenhagen, Eden Project in England, dem Nationalstadion Peking (Vogelnest), dem Mercedes-Benz Stadium in Atlanta (USA) und der 150 m hohen Zeltkonstruktion des Khan Shatyr in Kasachstan eingesetzt. Eine wichtige Bedeutung besitzt sie auch für Fußballstadien wie Allianz Arena, HDI-Arena, PGE Narodowy oder das Olympiastadion Kiew.
Aufgrund seiner guten Beständigkeit gegen viele aggressive Chemikalien (beispielsweise Säuren, aromatische Kohlenwasserstoffe) dient ETFE als Beschichtungsmaterial von chemischen Geräten und Behältern sowie als Werkstoff für Ventile, Armaturen und Schläuche. Die Temperaturbeständigkeit (max. 150 °C) ist geringer als diejenige von PTFE.
Wegen der niedrigen Dielektrizitätszahl (2,3 bei 10 GHz bis 2,6 unterhalb 100 kHz), verbunden mit einem akzeptablen dielektrischen Verlustfaktor (max. 0,023 bei 100 MHz) und der hohen Durchschlagsfestigkeit (bis 80 kV/mm) sowie Ultraviolettbeständigkeit (Einfluss von Vorentladungen) ist es gut als Isolierstoff für Adern- und Kabelisolation in der Elektrotechnik/Elektronik geeignet, so auch für Luft- und Raumfahrt.
ETFE wird zu Schutzumhüllungen von Lichtwellenleitern verarbeitet. Eine weitere Anwendung ist der Schutz von Dünnschichtsolarzellen durch Laminieren mit ETFE-Folie.